# Тасеево
Тасе́ево — село в Красноярском крае, административный центр Тасеевского района и Тасеевского сельского поселения.

## География
Расположено на берегу реки Усолка в 140 км от железнодорожной станции Канск-Енисейский (на линии Уяр — Решоты).

## История
Основано землепроходцами в 1640 году как острог на месте тунгусского стойбища князца Тасея.
В 1918—1920 годах Тасеево было центром так называемой Тасеевской республики — территории, находившейся под контролем партизан — сторонников советской власти и являвшегося одним из центров Енисейского восстания. Тасеевские партизаны внесли существенный вклад в разгром колчаковских войск.

## Население
| 1939  | 1959  | 1970  | 1979  | 1989    | 2002  | 2010  |
| ----- | ----- | ----- | ----- | ------- | ----- | ----- |
| 4235  | ↗7222 | ↗8801 | ↗8850 | ↗10 213 | ↘8613 | ↘8038 |
| 2021  |       |       |       |         |       |       |
| ↘6664 |       |       |       |         |       |       |

## Инфраструктура
В селе имеется краеведческий музей, кинотеатр, набережная, парк. Выходит газета «Сельский труженик».
Две средне-образовательные школы, Районная больница (поликлиника и стационар), Пожарная часть, Отделение полиции. Пункт ветеринарного обслуживания и другие объекты социального и экономического значения.

## Известные уроженцы
- Усачёв, Филипп Александрович (1908—1976) — Герой Советского Союза (1945).
- Труненков, Дмитрий Вячеславович (род. 19 апреля 1984 года) — российский бобслеист